# Paris Basket Racing
Paris Basket Racing fue un club de baloncesto francés, con sede en la ciudad de París, fundado en 1922 como sección del Racing Club de France. Competía en la Liga Francesa hasta 2007, cuando se fusionó con el Levallois Sporting Club Basket, dando lugar al actual equipo del Paris-Levallois Basket.

## Historia
El equipo se creó en 1922, siendo una de las secciones del club polideportivo Racing Club de France. En 1989 se formó como equipo independiente, con la denominación de Racing Paris Basket. En junio de 2007 se lleva a cabo la fusión con el Levallois Sporting Club Basket, dando lugar a un nuevo equipo, que comenzó ocupando la plaza que ya tenía en la Pro A.

## Palmarés
- Campeón de Liga (4): 1951, 1953, 1954, 1997[2]
- Subcampeón (1): 1956
- Finalista de la Copa de baloncesto de Francia (3): 1956, 1993, 2000[3]

## Denominación del equipo
- 1922-1989 : Racing Club France Basket
- 1990-1993 : Racing Paris Basket
- 1993-2000 : Paris Saint-Germain Racing Basket
- 2001-2007: Paris Basket Racing[1]

## Jugadores históricos
| - Laurent Sciarra - Yann Bonato - Frédéric Forte - Richard Dacoury - Jurij Zdovc - Hervé Dubuisson - Mirsad Türkcan |  | - Mamoutou Diarra - Frédéric Hufnagel - Oleksiy Pecherov - J.R. Reid - Alfonso Reyes |  | - Eric Struelens - Žarko Paspalj - Tony Parker - Sedale Threatt - Mario Bennett |  | - Stéphane Risacher |